# Longeron

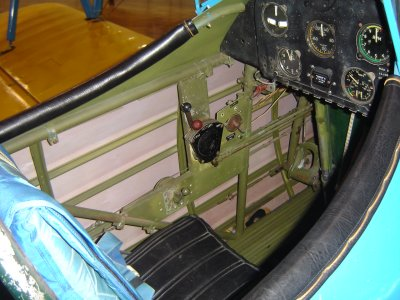
Interior de um Boeing/Stearman PT-17 exibindo uma pequena seção com longerons.

Na engenharia, um longeron (ou stringer ou stiffener) é um material normalmente de metal feita para segurar alguma haste da aeronave.
Ela também é utilizada na Estação Espacial Internacional.